# Garriskil Bog SPA
Garriskil Bog SPA este o arie protejată (arie de protecție specială avifaunistică — SPA) din Irlanda întinsă pe o suprafață de 324,11 ha, integral pe uscat.

## Localizare
Centrul sitului Garriskil Bog SPA este situat la coordonatele 53°39′16″N 7°27′21″W / 53.654492°N 7.455701°V.

## Înființare
Situl Garriskil Bog SPA a fost declarat arie de protecție specială avifaunistică în octombrie 1996 pentru a proteja 4 specii de animale.

## Biodiversitate
Situată în ecoregiunea atlantică, aria protejată nu include niciun habitat protejat.
La baza desemnării sitului se află mai multe specii protejate de  păsări (4): șoim de iarnă (Falco columbarius), becațină comună (Gallinago gallinago), culic mare (Numenius arquata), fluierarul cu picioare roșii (Tringa totanus).
Pe lângă speciile protejate, pe teritoriul sitului au mai fost identificate 2 specii de păsări.